# 平田さやか
平田 さやか（ひらた さやか、1984年6月26日 - ）は、東京都出身のボートレーサー。登録番号4286。身長167cm。血液型A型。94期。同期に今井貴士、古賀繁輝、中西裕子らがいる。

## 来歴
- やまと競艇学校時代、リーグ戦勝率4.09（準優出2 優出0）の成績を残した。
- 2004年5月19日、平和島競艇場でデビュー（4着）。
- 2005年5月15日、多摩川競艇場で初勝利（137走目）。
- 2009年6月22日、多摩川競艇場での「第3回多摩川蛭子カップ」で初優出（5着）。
- 2012年2月28日、ボートレース多摩川での「G1第25回女子王座決定戦競走」にG1初出場。3月3日、5日目1RでG1初勝利。

## 人物
- 2008年2月17日、同じ競艇選手の糸數由里、栢場優子と共に東京マラソンに参加し、フルマラソンは初めてであったが見事完走した。